# Christian Death
Christian Death er et amerikansk deathrock band grundlagt i Los Angeles, Californien i 1979.

## Diskografi
Rozz Williams-led line-ups
- Only Theatre of Pain (1982)
- Catastrophe Ballet (1984)
- Ashes (1985)
- The Iron Mask (1992) (Christian Death Featuring Rozz Williams)
- The Path of Sorrows (1993) (Christian Death Featuring Rozz Williams)
- The Rage of Angels (1994) (Christian Death Featuring Rozz Williams)

Valor Kand-led line-ups
- Atrocities (1986)
- The Scriptures (1987)
- Sex and Drugs and Jesus Christ (1988)
- All the Love All the Hate (Part One: All the Love) (1989)
- All the Love All the Hate (Part Two: All the Hate) (1989)
- Insanus, Ultio, Proditio, Misericordiaque (1990)
- Sexy Death God (1994)
- Prophecies (1996)
- Pornographic Messiah (1998)
- Born Again Anti Christian (2000)
- American Inquisition (2007)
- The Root of All Evilution (2015)
- Evil Becomes Rule (2022)